# Šíd
Šíd (bis 1927 slowakisch „Šid“; ungarisch Síd, Sid oder Gömörsid) ist eine Gemeinde im Süden der Slowakei mit 1431 Einwohnern (Stand 31. Dezember 2024). Sie gehört zum Okres Lučenec, einem Kreis des Banskobystrický kraj.

## Geographie

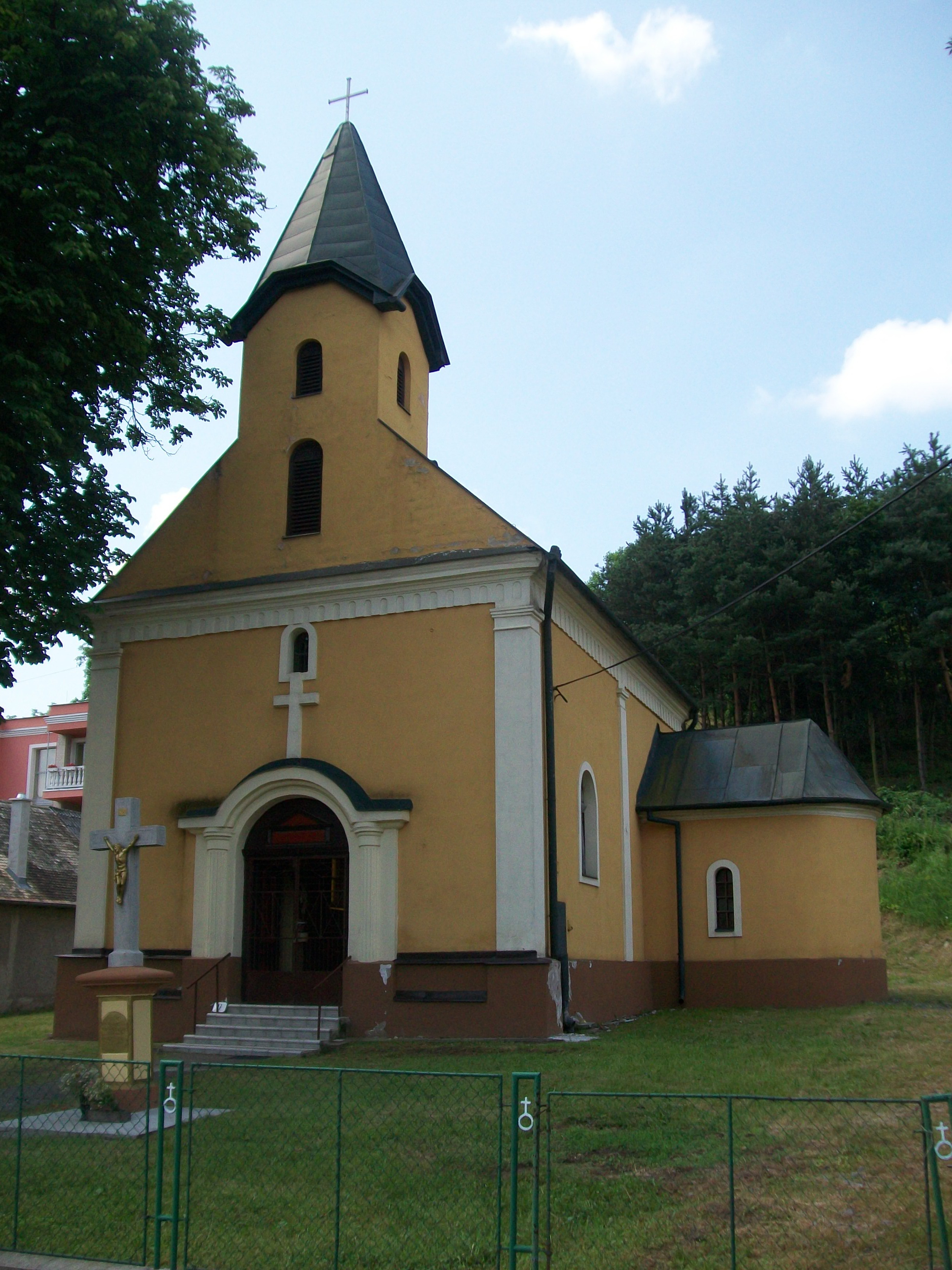
Maria-Namen-Kirche

Die Gemeinde befindet sich im Nordteil des Berglandes Cerová vrchovina in einem Seitental des Baches Belina. Das Ortszentrum liegt auf einer Höhe von 211 m n.m. und ist vier Kilometer von Fiľakovo sowie 19 Kilometer von Lučenec entfernt.
Auf dem Gemeindegebiet entspringen einige Mineralquellen.
Nachbargemeinden sind Konrádovce im Nordosten, Blhovce im Osten, Čamovce im Süden, Belina im Südwesten, Fiľakovo im Westen und Bulhary im Nordwesten.

## Geschichte
Der Ort wurde zum ersten Mal 1365 als Seed schriftlich erwähnt, nachdem er im 11. oder 12. Jahrhundert entstand. Der Name ist vom altungarischen Wort séd für einen Bach oder kleinen Fluss abgeleitet. 1427 gehörte der Ort Syd zum Geschlecht Jolsvay, später Ratold, im 16. Jahrhundert Bebek, im 17. Jahrhundert Wesselényi, im 18. Jahrhundert Koháry sowie anderen Gutsherren. Auf Grund der Kriege des 17. und 18. Jahrhunderts sank die Bevölkerungszahl der Gemeinde. 1828 zählte man 51 Häuser und 461 Einwohner, die in Landwirtschaft und Weinbau beschäftigt waren.
Bis 1918 gehörte der im Komitat Gemer und Kleinhont liegende Ort zum Königreich Ungarn und kam danach zur Tschechoslowakei beziehungsweise Slowakei. 1938–1944 lag er auf Grund des Ersten Wiener Schiedsspruchs noch einmal in Ungarn.

## Bevölkerung
| Jahr                | 1994 | 2004    | 2014     | 2024     |
| ------------------- | ---- | ------- | -------- | -------- |
| Anzahl der Personen | 1082 | 1135    | 1284     | 1431     |
| Unterschied         |      | +4,89 % | +13,12 % | +11,44 % |

| Jahr                | 2023 | 2024    |
| ------------------- | ---- | ------- |
| Anzahl der Personen | 1429 | 1431    |
| Unterschied         |      | +0,13 % |

Gemäß der Volkszählung 2011 wohnten in Šíd 1227 Einwohner, davon 1025 Magyaren, 114 Slowaken, 24 Roma und ein Tscheche. 63 Einwohner machten keine Angabe. 1044 Einwohner gehörten zur römisch-katholischen Kirche, 18 Einwohner zur reformierten Kirche, fünf Einwohner zur evangelischen Kirche A. B. und ein Einwohner zur griechisch-katholischen Kirche. 73 Einwohner waren konfessionslos und bei 86 Einwohnern wurde die Konfession nicht ermittelt.
Ergebnisse nach der Volkszählung 2001 (1162 Einwohner):
| Nach Ethnie: - 72,03 % Magyaren - 17,38 % Roma - 9,21 % Slowaken | Nach Konfession: - 90,88 % römisch-katholisch - 5,68 % konfessionslos - 1,29 % keine Angabe - 0,09 % evangelisch - 0,09 % griechisch-katholisch |

## Bauwerke
- römisch-katholische Maria-Namen-Kirche aus dem Jahr 1897
- Landsitz im klassizistischen Stil aus dem Jahr 1880, heute Sitz des Gemeindeamtes